# Luftbremse
 For alternative betydninger, se Trykluftbremse.
En luftbremse ((engelsk) speed brake eller air brake) er en flade der kan udfældes på f.eks. fly for at øge luftmodstanden. Nogle gange er luftbremserne perforerede, ikke for at formindske luftmodstanden, men for at nedbryde laminar luftstrømning til turbulent luftstrømning. I modsætning til spoilere er det ikke opdriften, men flyvehastigheden der i første omgang påvirkes af luftbremser. På mange passagerfly er spoilere og luftbremser dog sammenbyggede. 
Mange af de tidlige jetjagere havde svært ved at accelerere og anvendte de hurtigtvirkende luftbremser til små fartjusteringer i kunstformationsflyvninger o.lign. mens motoren kørte på maks. omdrejninger. Under 2. Verdenskrig brugte styrtbombefly luftbremser til at begrænse hastigheden ved de lodrette bombeangreb.  
Nogle gange bruges lugerne til hjulbrøndene som luftbremser, oftest er luftbremserne specialbyggede. Luftbremserne udfældes med en knap på gashåndtaget (jagerfly), et håndtag på Throttle Quadrant (passagerfly) eller med et håndtag til venstre hånd i svævefly.
Under landing kan luftbremser suppleres med bremseskærm, hjulbremser og thrust reversers. Nogle fly (eks. B-2 Spirit) kan spalte krængerorene til luftbremser (decelerons) eller sideroret (eks. rumfærgen).
Vindmøller
På vindmøller bruges en luftbremse som en del af sikkerhedssystemet mod at møllerne løber løbsk.

## Reference
1. ↑  "Vestas-mølle løber løbsk på Djursland | Ingeniøren". Arkiveret fra originalen 15. oktober 2009. Hentet 29. januar 2010. {{cite web}}: no-break space character i |title= på position 38 (hjælp)